# Call My People Home
Call My People Home – sztuka teatralna autorstwa Dorothy Livesay. Opowiada o prześladowaniach Kanadyjczyków japońskiego pochodzenia w czasie II wojny światowej. Została opublikowana w 1950.